# Cantó de Bessa e Sant Anastasía
El cantó de Bessa e Sant Anastasía és un cantó francès del departament del Puèi Domat, situat al districte de Suire. Té 10 municipis i el cap és Bessa e Sant Anastasía.

## Municipis
- Bessa e Sant Anastasía
- Chambon-sur-Lac
- Compains
- Égliseneuve-d'Entraigues
- Espinchal
- Murol
- Saint-Diéry
- Saint-Pierre-Colamine
- Saint-Victor-la-Rivière
- Valbeleix

## Història
| Data d'elecció                           | Identitat    | Partit                    | Qualitat |
| ---------------------------------------- | ------------ | ------------------------- | -------- |
| 1958-1985                                | Alfred Pipet | Radical, després UDF      |          |
| 1985-2008                                | Pierre Pipet | UDF, després DL           |          |
| 2008-                                    | Lionel Gay   | PS, després Divers gauche |          |
| les dades anteriors no són pas conegudes |              |                           |          |
|                                          |              |                           |          |

## Demografia
| 1962  | 1968  | 1975  | 1982  | 1990  | 1999  | 2007  |
| ----- | ----- | ----- | ----- | ----- | ----- | ----- |
| 4.831 | 5.426 | 5.230 | 4.840 | 4.764 | 4.362 | 4.275 |